# Zierenberg
 (août 2025).
Si vous disposez d'ouvrages ou d'articles de référence ou si vous connaissez des sites web de qualité traitant du thème abordé ici, merci de compléter l'article en donnant les références utiles à sa vérifiabilité et en les liant à la section « Notes et références ».
Zierenberg est une municipalité allemande située dans le land de la Hesse et l'arrondissement de Cassel.

## Personnalités liées à la ville
- Bernhard Weinberg (1815-1877), entrepreneur né à Escheberg.
- Adolf Wild von Hohenborn (1860-1925), ministre mort à Hohenborn.

## Jumelages
La ville de Zierenberg est jumelée avec :
- Damvillers (France) depuis le 25 juin 1967
- Gattatico (Italie)
- Ichtershausen (Allemagne) depuis 1990